# Jorge Hernández Camacho
Jorge Ignacio Hernández Camacho (Bogotá; 17 de enero de 1935-Canal del Dique, 15 de septiembre de 2001) conocido como Mono Hernández o El sabio Hernández, fue un pensador, científico y profesor de la Facultad de Ciencias Naturales de la Universidad Nacional. Doctor honoris causa de la Universidad Nacional de Colombia en el año 1997.
El Mono Hernández trabajó para formar las áreas protegidas en Colombia, y es considerado padre de los parques naturales. Llevó a cabo la construcción del refugio biótico del Catatumbo y realizó la división que refleja los patrones de similitud biológica conocido como las unidades biogeográficas de Colombia dividido en nueve regiones. Creador de la dependencia del Sistema Nacional de Áreas Protegidas en el Instituto Nacional de los Recursos Naturales Renovables y del Ambiente (INDERENA), posteriormente el Ministerio de Ambiente.
Además, compone las investigaciones de la biodiversidad colombiana y logra la definición de los biomas, como el área geográfica de gran tamaño, comprendida por grupos de animales y plantas que son capaces de adaptarse a este tipo de entorno particular.

## Biografía
Jorge Ignacio Hernández Camacho, hijo de Paulina Camacho, nació en Bogotá, el 17 de enero de 1935. En 1944 a la corta edad de 9 años se apasiona por la biología y por influencia de su madre y de su abuela, se acerca al latín y al griego, culturas que le abrieron más las puertas hacia el interés por la ciencia.
En 1947 por ser compañero en el colegio de los hijos del botánico Armando Dugand, el “Mono” accede con tan solo 12 años al Instituto de Ciencias de la Universidad Nacional, en donde decide realizar un estudio sobre la colección zoológica con un comienzo en los mamíferos. En 1954, es promovido como asistente tercero de biblioteca en el Instituto de Ciencias Naturales de la Universidad Nacional; a partir de allí comienza su travesía por el mundo de las ciencias y los inicios de su gran aporte a las ciencias naturales. Decide estudiar ecología en la Universidad de Southern, en Estados Unidos, y realiza su primera publicación botánica a los 17 años, con el sabio García Barriga y el botánico Dugand.
Fue uno de los profesores más jóvenes de la Facultad de Ciencias Naturales de la Universidad Nacional. Durante veinticinco años trabajó con el Instituto Nacional de los Recursos Naturales Renovables y del Ambiente (INDERENA), que sería el Ministerio de Medio Ambiente, donde investiga la fauna; y además fue el padre del Sistema Nacional de Áreas Protegidas, en una época en donde hablar de la percepción de la crisis ambiental era exótica en Colombia. Entre sus trabajos realizó varias descripciones botánicas endémicas de Colombia y de anfibios, reptiles y mamíferos; y al cierre del INDERENA crea la Fundación para la Conservación del Patrimonio Natural BIOCOLOMBIA; y trabaja para formar las áreas protegidas en Colombia y es allí donde se denomina como el padre de los parques naturales.
Es así como coloca su sello en los refugios bióticos que clasifica como Santa Marta, Catatumbo, Nechí, San Jorge, Alto Magdalena, Villavicencio, Florencia, Putumayo y Apaporis. Y también detalla las nueve provincias biogeográficas de Colombia: Oceánica insular Caribe, Oceánica insular Pacífico, Cinturón árido caribeño, Macizo de la Sierra Nevada de Santa Marta, Chocó, Orinoquia, Guyana, Amazonia, Andina y refiere la altillanura drenada del sur del río Meta y de los llanos de Arauca-Casanare mal drenados.
En 1992 recibe como un reconocimiento a su labor por proteger, resaltar y descubrir la fauna y flora americanas, un galardón al Premio Global 500, que otorga la Organización de las Naciones Unidas a los personajes más sobresalientes del mundo en el campo ambiental. En 1991 recibió el premio a la obra integral de un científico, premio otorgado por la Academia Colombiana de Ciencias Exactas, Físicas y Naturales como reconocimiento a sus 49 años de labor ininterrumpida en temas ambientales. Falleció el 15 de septiembre del mismo año, mientras llevaba a cabo una visita junto a su esposa la zoóloga Julia Sánchez, a un manglar cerca de Cartagena, allí sufrió un ataque fulminante al corazón.